# Плотиченка (приток Люты)
Плотиченка — река в России, протекает в Стругокрасненском районе Псковской области. Устье реки находится в 55 км по правому берегу реки Люта. Длина реки составляет 19 км.

## Данные водного реестра
По данным государственного водного реестра России относится к Балтийскому бассейновому округу, водохозяйственный участок реки — Нарва. Относится к речному бассейну реки Нарва (российская часть бассейна).
Код объекта в государственном водном реестре — 01030000412102000027090.